# Dirck Jansz Graeff
Diederik (Dirck) Jansz Graeff, heer af Vredenhof (født 1532, død 25. juli 1589) var en nederlandsk skibsreder, købmand og politiker.

## Biografi
Familien De Graeff var af østrigsk oprindelse og en af de vigtigste familier i Amsterdam-patriciatet. Graeff var borgmester og byrådsmedlem i Amsterdam fra 1578 til sin død. Han blev også udnævnt til delegeret for Generalstaterne.
I 1557 giftede Diederik Graeff sig med Agniet Pietersdr van Neck (død 1576), datter af en rig patricier. I 1569 eller 1571 fik de sønnen Jacob Dircksz de Graeff.